# Zbrodnia w Brzostowicy Małej
Zbrodnia w Brzostowicy Małej – mord na miejscowej ludności polskiej dokonany przez bojówkę prokomunistyczną złożoną z Żydów i Białorusinów, który miał miejsce we wsi Brzostowica Mała na terenie przedwojennego powiatu grodzieńskiego w czasie agresji ZSRR na Polskę we wrześniu 1939 roku. Wiele szczegółów dotyczących tej zbrodni, w tym jej dokładna data, a także liczba i tożsamość ofiar, pozostaje nieustalonych.

## Przebieg zbrodni
Zbrodnię w Brzostowicy Małej opisali jako pierwsi Krzysztof Jasiewicz w opracowaniu Lista strat ziemiaństwa polskiego 1939–1956 (wyd. 1995), Ryszard Szawłowski w książce Wojna polsko-sowiecka 1939 (1997) oraz Marek Wierzbicki w książce Polacy i Białorusini w zaborze sowieckim. Stosunki polsko-białoruskie na ziemiach północno-wschodnich II Rzeczypospolitej pod okupacją sowiecką 1939–1941 (wyd. 2000).
Dokładna data zbrodni nie jest znana. Jasiewicz podaje, że miała miejsce w nocy z 17 na 18 września, a więc zaledwie kilkanaście godzin po agresji ZSRR na Polskę. Inne źródła wskazują, że popełniono ją już po zajęciu przez Armię Czerwoną terenów gminy Indura, a więc między 19 a 20 września. Sprawcami mieli być członkowie prokomunistycznej bojówki złożonej z Żydów i Białorusinów, w większości byłych więźniów politycznych i kryminalnych. Na jej czele stać mieli Ajzik Zusko, żydowski handlarz zamieszkały w majątku ziemskim rodziny Wołkowickich, oraz białoruski kryminalista Siergiej Koziejko.
Zgodnie z relacją, którą przytacza w swej książce Wierzbicki, bojówka dokonała najpierw napadu na dwór Wołkowickich oraz polskie urzędy w Brzostowicy Małej. Zatrzymanych Polaków uwięziono w miejscowym areszcie. Aby uczcić swój „sukces”, napastnicy urządzili libację alkoholową. Nad ranem pijani bojówkarze wywlekli Polaków z aresztu, przy czym sparaliżowaną hrabinę Wołkowicką miano wyciągnąć za włosy. Po torturach ofiary zostały zamordowane. Niektóre zastrzelono. Inne – w tym zwłaszcza hrabinę, która głośno groziła oprawcom sądem i karą – zmuszono do połknięcia wapna. Wiele spośród rannych ofiar pogrzebano żywcem w zbiorowej mogile. Mord miał tak okrutny przebieg, że jeden ze stojących na czatach Białorusinów doznał jakoby załamania nerwowego. 
Odmiennie przebieg mordu opisuje kanadyjski publicysta posługujący się pseudonimem Mark Paul. W jego opisie urasta on do rangi pogromu, którego ofiarą paść mieli nie tylko ziemianie i pracownicy aparatu państwowego, lecz cała polska ludność Brzostowicy Małej. Jako datę wskazuje 20 września. Dodaje jednocześnie, że inspiratorem zbrodni był Żak Motyl – komunista żydowskiego pochodzenia, który we wrześniu 1939 roku kierował „komitetem rewolucyjnym” w sąsiedniej Brzostowicy Wielkiej.
Największe rozbieżności występują w odniesieniu do liczby ofiar. Wierzbicki podaje, że ofiarą mordu padło łącznie osiem osób: ziemianie Ludwika i Antoni Wołkowiccy, brat Ludwiki – Zygmunt Wojnicz-Sianożęcki, a także miejscowi przedstawiciele polskiego aparatu państwowego: wójt, sekretarz gminy, kasjer, listonosz i nauczyciel. Tę samą liczbę podawał Instytut Pamięci Narodowej, dodając przy tym, że zamordowani ziemianie nosili nazwisko Wołkowyccy, a zamordowanym wójtem był Kazimierz Wieliczko. Z kolei według Paula liczba zamordowanych sięgnęła pięćdziesięciu. 

## Epilog
Po ugruntowaniu sowieckiej władzy na okupowanych Kresach Wschodnich kilku sprawców zbrodni przyjęto w szeregi milicji. Ajzik Zusko został natomiast mianowany przez władze sowieckie przewodniczącym miejscowej kooperatywy. Został zabity przez Niemców w czerwcu 1941 roku, niedługo po wybuchu wojny niemiecko-sowieckiej.
Seria artykułów na temat zbrodni w Brzostowicy Małej ukazała się na łamach katolicko-narodowego „Naszego Dziennika” we wrześniu 2001 roku, a więc kilka miesięcy po rozpoczęciu debaty dotyczącej pogromu w Jedwabnem. Związany z prawicą publicysta Mark Paul starał się niejako zrównać obie zbrodnie, wskazując na sąsiedzki charakter mordu w Brzostowicy Małej i używając w stosunku do niego określenia „pierwsze Jedwabne w okupowanej Polsce”.

## Śledztwo IPN
Pod wpływem publikacji, które ukazały się w 2001 roku na łamach „Naszego Dziennika”, śledztwo w sprawie zbrodni w Brzostowicy Małej wszczął Instytut Pamięci Narodowej. W 2005 roku zostało ono umorzone z powodu wyczerpania możliwości dowodowych. W wywiadzie dla „Naszego Dziennika” prokurator Dariusz Olszewski z oddziału IPN w Białymstoku stwierdził:

Okoliczności uprawdopodobniały, że zbrodnia została popełniona w celu zniszczenia grupy osób narodowości polskiej, należącej do kręgu przedstawicieli inteligencji i władzy państwowej. Tym samym czyn ten zakwalifikowano jako akt ludobójstwa, popełniony przez osoby działające w interesie państwa komunistycznego i z inspiracji jego władz.

W trakcie kilkuletniego śledztwa IPN odnalazł szesnaście osób, które w tamtym czasie były mieszkańcami wsi. W wyniku ich przesłuchania ustalono jednak, że żadna nie uczestniczyła w wydarzeniach będących przedmiotem śledztwa, a swoją wiedzę owi świadkowie opierali jedynie na przekazach osób trzecich.